# Meister der Heilsbronner Marienkrönung

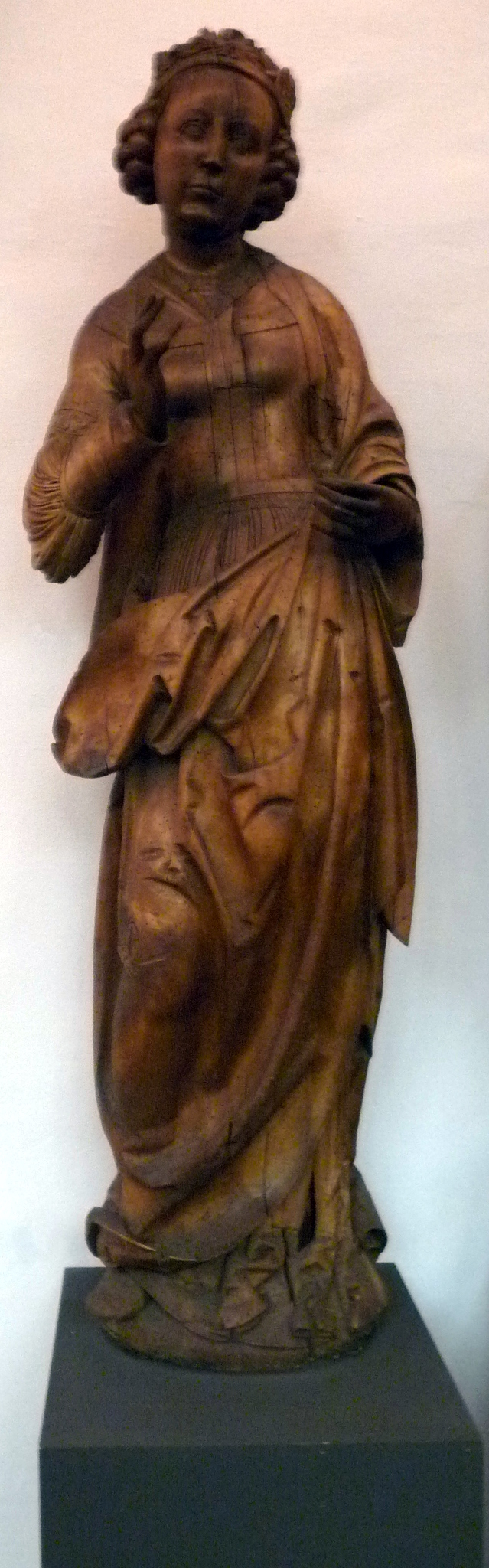
Meister der Heilsbronner Marienkrönung: Heilige Ursula, um 1525, Germanisches Nationalmuseum

Als Meister der Heilsbronner Marienkrönung wird ein Nürnberger Bildschnitzer aus dem Umkreis von Veit Stoss bezeichnet. Der namentlich nicht bekannte Künstler war zum Anfang des 16. Jahrhunderts tätig und erhält seinen Notnamen nach den von ihm geschaffenen Figuren im Gesprenge des Marienaltars im südlichen Seitenchor der Kirche der ehemaligen Zisterzienserabtei Kloster Heilsbronn in Franken. Vom Meister stammen auch weitere Figuren im Germanischen Nationalmuseum in Nürnberg: eine heilige Ursula und eine heilige Katharina, eine Maria, auf Wolken kniend aus einer Marienkrönung sowie eine Anbetung der Hl. Drei Könige, die von einem Altar aus dem Kloster Heilsbronn stammen.